# Thylactus kinduensis
Thylactus kinduensis är en skalbaggsart som beskrevs av Stefan von Breuning 1950. Thylactus kinduensis ingår i släktet Thylactus och familjen långhorningar. Inga underarter finns listade i Catalogue of Life.